# Ravenoville
Ravenoville település Franciaországban, Manche megyében. Lakosainak száma 254 fő (2018. január 1.). Ravenoville Saint-Marcouf, Beuzeville-au-Plain, Foucarville, Azeville, Fresville és Sainte-Mère-Église községekkel határos.

## Népesség
A település népessége az elmúlt években az alábbi módon változott:
| Lakosok száma | 405  | 392  | 330  | 252  | 245  | 265  | 259  | 254  | 254  | 254  |
|               | 1968 | 1975 | 1982 | 1999 | 2006 | 2011 | 2013 | 2016 | 2017 | 2018 |